# Virginia Slims of Washington 1972
Il Virginia Slims of Washington 1972 è stato un torneo di tennis giocato sul sintetico indoor. È stata la 1ª edizione del torneo, che fa parte del Virginia Slims Circuit 1972. Si è giocato a Washington negli USA dal 24 al 28 febbraio 1972.

## Campionesse

### Singolare
Nancy Richey ha battuto in finale  Chris Evert con il punteggio di 7–6, 6–2

### Doppio
Wendy Overton /  Valerie Ziegenfuss hanno battuto in finale  Judy Tegart-Dalton /  Françoise Dürr con il punteggio di 7–5, 6–2